# هزار مایل در پرشیا
ده هزار مایل در پرشیا (نام کامل: هزار مایل در پرشیا یا هشت سال در ایران) (انگلیسی: Ten thousand miles in Persia: or, Eight years in Iran) عنوان کتابی است از پرسی سایکس ژنرال و نویسنده بریتانیایی که در سال ۱۹۰۲ میلادی (۱۲۸۱ خورشیدی) منتشر شد. این کتاب دارای عکس‌ها و نقاشی‌های زیادی از ایران است. این کتاب به نوعی یک سفرنامه است. پرسی سایکس تجارب سفر و اقامت خود در ایران را در این کتاب توصیف کرده‌است.